# Рахила Ангелова и Иванка Симеонова
Рахила Ангелова и Иванка Симеонова са български анархистки, ятачки на партизанската чета „Народен юмрук“, действала в Сливенския край.
В периода 1924 – април 1925 г. двете участват в софийската анархистическа група на Георги Шейтанов, която е привърженик на идеята за създаване на единен фронт между анархисти, земеделци и комунисти за борба срещу режима на правителството на Александър Цанков. Подпомагат с пари и оръжие сливенската анархо-комунистическа чета „Народен юмрук“.
След атентата в църквата „Света Неделя“ те са арестувани, зверски инквизирани и завлечени в казармите на Първи пехотен полк, където без съд и присъда са убити. След 9 септември 1944 г. болшевиките си ги „приписват“ като свои герои и ги вкарват в издаваните от тях албуми на загинали техни антифашисти. Болницата в град Перник е наречена на името на Рахила Ангелова, а в двора и има изграден неин паметник.